# ۱۷ (پیش از میلاد)
۱۷ (پیش از میلاد) ۱۷مین سال قبل از تقویم میلادی است.